# Madonna col Bambino leggente
La Madonna col Bambino leggente è un dipinto a olio su tavola (33,7x25,4 cm) di Pinturicchio, databile al 1494-1498 circa e conservato nel North Carolina Museum of Art di Raleigh.

## Descrizione e stile
L'opera deriva dal prototipo della Madonna della Pace di San Severino Marche (1490), semplificandolo per una committenza meno esigente, probabilmente una famiglia privata, pur mantenendo l'autografia del maestro. Apparteneva infatti al conte Camillo Borgia Mandolini di Perugia. 
La Madonna è rappresentata a mezza figura inclinata in un abbraccio verso il Bambino, in piedi su un parapetto in primo piano, derivato dall'esempio fiammingo, all'epoca in voga anche in area veneziana. Le due figure, plastiche e monumentali, si stagliano su un dolce sfondo collinare punteggiato da alberelli lumeggiati da dorature. Sebbene la posa di Maria sia un po' statica e inerte, grande attenzione è riversata nella decorazione preziosa del dipinto, con i ricami dorati delle vesti (come la stella sul manto di Maria, tipico attributo che ricordava la cometa della Natività) e le perle sul vestito del Bambino. Gesù, che è colto nell'atto di leggere le Sacre Scritture, ha la compostezza di un adulto, sottolineata dalla veste da piccolo redentore, con una dalmatica e un pallio che vennero forse visti nei mosaici bizantini a Roma, in antitesi con gli esili veli coevi della scuola umbra e toscana.
Le aureole sono composte da puntolini d'oro che risplendono diffusamente creando un vibrante pulviscolo luminoso, che accende la sostanza pittorica come in un'elaborata filigrana d'orefice.